# 秃叶黄檗
秃叶黄檗（学名：Phellodendron chinense var. glabriusculum）为芸香科黄檗属下的一个变种。

## 扩展阅读
- 維基物種上的相關：秃叶黄檗